# Литотопос
Литотопос (грч. Λιθότοπος) је насељено место у општини Доња Џумаја у периферији Средишња Македонија, Грчка. Према попису из 2021. године било је 525 становника.
Према бугарском географу и историчару, Василу Канчову, у Литотопосу је 1900. године живело 300 Турака и 120 Рома. Године 1924. турско становништво је принудно исељено у Турску а на њихово место су насељене грчке избеглице, којих је на попису из 1928. године било 114. Село се раније звало Кајали.